# Broadcast Film Critics Association
Broadcast Film Critics Association è una organizzazione di critici cinematografici statunitensi e canadesi che ogni anno assegna i Critics' Choice Awards. L'associazione è composta da quasi 200 tra critici televisivi, radiofonici ed online.
Dal 2011 ha un'associazione genella, la Broadcast Television Journalists Association (BTJA), che si occupa di premiare la produzione televisiva durante la stessa cerimonia (inizialmente i premi televisivi venivano invece assegnati durante Critics' Choice Television Awards).

## Cerimonia
Ogni anno l'associazione, fondata nel 1995 da Joey Berlin e Rod Lurie, consegna il Critics' Choice Movie Award, uno dei massimi riconoscimenti al mondo del cinematografia. I candidati al premio sono sorteggiati nel corso di un periodo di non oltre una settimana e annunciati entro il mese di dicembre. La cerimonia di premiazione si tiene solitamente a gennaio nel Santa Monica Civic Auditorium, ed è trasmessa in diretta sul canale satellitare VH1.
I premi sono noti per l'abilità nell'anticipare i candidati ai Premi Oscar: tale situazione ha reso le cerimonie dei Broadcast Film Critics Association particolarmente stimate e attese, quasi alla pari degli stessi Oscar. Si può osservare infatti come raramente i vincitori dei rispettivi premi si trovano a differire.